# Fatima Zibouh
Fatima Zibouh (Sint-Agatha-Berchem, 4 september 1981) is een Belgische politicologe en antidiscriminatiedeskundige van Marokkaanse origine, met familiale roots in het Rifgebergte (Tafersit).

## Studies en loopbaan
Sinds 1998 is ze betrokken bij de dynamiek van verenigingen over kwesties in verband met burgerschap en het beheer van culturele diversiteit in multiculturele steden. Ze heeft een diploma politieke wetenschappen van de Université libre de Bruxelles en een masterdiploma mensenrechten van de Université catholique de Louvain. Ze promoveerde in 2021 als doctor in de politieke en sociale wetenschappen aan de Universiteit van Luik. Haar doctoraatsthesis ging over de culturele en artistieke uitingen van etnische minderheden.
Vanaf 2007 werd ze onderzoekster, dan wetenschappelijke medewerkster bij het Centre d'Etudes de l'Ethnicité et des Migrations (CEDEM), bij de Universiteit van Luik.
Fatima Zibouh is verantwoordelijk voor Actiris Inclusive, de afdeling antidiscriminatie van Actiris en expert op het gebied van inclusie, discriminatie en diversiteit.

## Bestuursfuncties

### Raad van bestuur van het Centrum voor gelijkheid van kansen en voor racismebestrijding
In februari 2010 werd ze door Ecolo als niet-politieke deskundige aangesteld als plaatsvervangend lid van de raad van bestuur van het Centrum voor gelijkheid van kansen en voor racismebestrijding (nu Unia). Haar mandaat eindigde in maart 2015.
Sommige Franstalige politici becritiseerden toen de keuze van Ecolo onder andere omwille het dragen van een sluier door Fatima Zibouh. Onder andere de toenmalige MR-senator Alain Destexhe leverde een persbericht waarin hij verklaarde "Afgezien van het negatieve signaal dat dit type benoeming betekent voor alle jonge meisjes en vrouwen die gedwongen zijn de hoofddoek te dragen, is dit type besluit ook volledig in strijd met de eisen van neutraliteit en de uitsluiting van religieuze symbolen uit de publieke sfeer, met name in de administratie".
In het midden van de controverse verklaarde ze in een interview "Dit creëert een echte malaise waar moslims voortdurend gedwongen worden zichzelf te rechtvaardigen. Ik merk dat we in een delirium zwemmen en ik vind het eerlijk gezegd moeilijk om deze meedogenloosheid te begrijpen." Ook in een andere interview "Ik ben van niemand het vaandel: noch van een gemeenschap, noch van de polemisten die mij gebruiken. En ik ben niet zomaar een wandelsluier !"

### Medecommissieleider bij de voorbereiding van de kandidatuur van Brussel als culturele hoofdstad van Europa
Op 26 januari 2023 werd zij door de vzw Brussel 2030 als medecommissieleider bij de voorbereiding van de kandidatuur van Brussel als culturele hoofdstad van Europa in 2030, als vervangster van de ondertussen minister geworden Hadja Lahbib, samen met de Brusselse toneelschrijver Jan Goossens.
Een controverse is opnieuw losgebarsten over het dragen van een hoofddoek, met onder anderen een tussenkomst van de DéFI-groepschef bij het Brussels Hoofdstedelijk Parlement, Christophe Magdalijns: “Het is verboden om religieuze tekens te dragen wanneer je een openbaar ambt bekleedt”, “Als je Brussel vertegenwoordigt, is een hoofddoek niet gepast.”.
Naar aanleiding van deze controverse publiceerde de Waalse ondernemer Laurent Minguet op 8 februari 2023 een tweet in de vorm van een rijm waarin hij opriep tot de steniging van Fatima Zibouh. Deze tweet werd veroordeeld door de Koninklijke Academie van België, waarvan hij lid is, evenals door alle Franstalige parlementaire fracties en de MR minister verantwoordelijk voor de Academie, Valérie Glatigny.
Enkele weken nadien werd Fatima Zibouh door de Union des Etudiants Juifs de Belgique (UEJB) in het kader van een debat over de plaats van het antisemitisme in het antiracismedebat uitgenodigd. Het debat moest in het Joods Museum van België plaatsnemen, maar na bedreigingen vanuit "joods vrijzinnige hoek" werd haar gevraagd om ervan weg te blijven. Zowel de UEJB covoorzitter Sacha Guttmann als de drie andere sprekers, de Joodse activisten Illana Weizman en Jonas Pardo en Esther Kouablan, voorzitster van de antiracistische organisatie MRAX, hebben deze uitsluiting streng veroordeeld. Weizman en Pardo, hebben namelijk in een tekst geschreven dat "als joden, als antiracisten, zullen wij islamofobie niet laten passeren, ook niet als het uit onze gemeenschappen komt, vooral niet als het uit onze gemeenschappen komt".

### Andere functies
Ze was lid van het raad van bestuur van de Franstalige Association belge de science politique van maart 2012 tot maart 2015.
In september 2020 trad ze toe tot de raad van bestuur van het Centre for Intersectional Justice, een vereniging die in 2017 in Berlijn werd opgericht ter bevordering van belangenbehartiging, onderzoek en opleiding voor antidiscriminatiebeleid en egalitaire en inclusieve actie. Ze is er de enige lid van de "Executive Board" met de Franse activiste Rokhaya Diallo.
Sinds april 2021 is ze lid van het bestuurraad van de Kaaitheater.

## Onderscheidingen
- 2010: Aanwijzing als "Vrouw van eer" door de Université de Liège (Faculté des Sciences Humaines et Sociales).[17]
- 2014: Prijs van het Observatorium van culturele beleidsmakers & Diwan Award van de persoonlijkheid van het jaar.[18]
- 2019: Aanwijzing als VUB Fellow door de Raad van Bestuur van de Vrije Universiteit Brussel.[19]
- 2020: Op 6 maart 2020, werd ze door de MR minister van Buitenlandse Zaken en Defensie Philippe Goffin met drie andere panelleden, als "succesvolle vrouwen met een migratieachtergrond", op een evenement in het Egmontpaleis uitgenodigd met als titel ‘Vrouwelijke Ambassadeurs van Belgische Diversiteit’.[20]
- 2021: Geselecteerd in de lijst van Belgium's 40under40 om deel uit te maken van de eerste cohort van 40 jonge leiders onder de 40 jaar.[21]